# 庫拉-阿拉斯低地

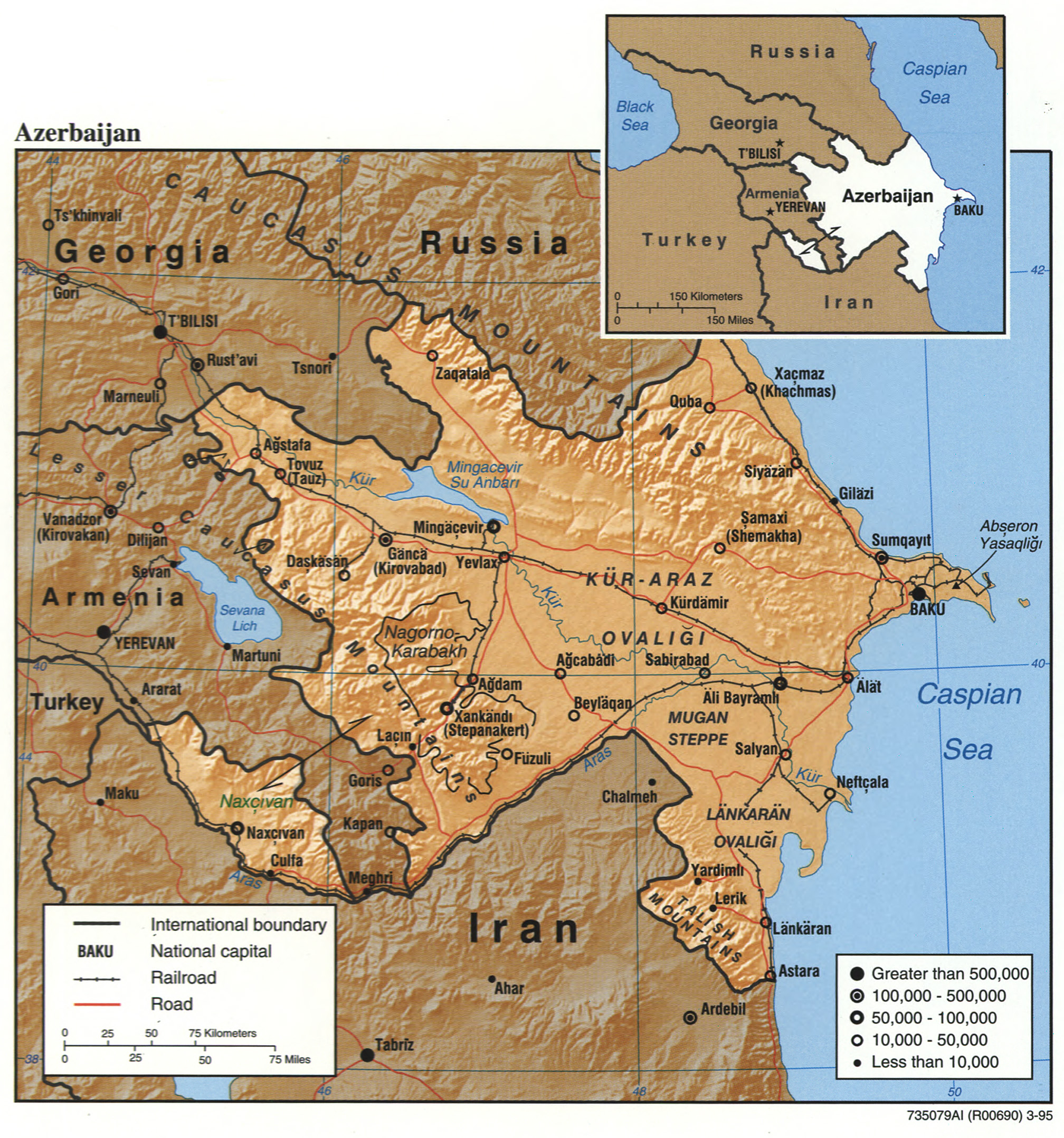

庫拉-阿拉斯低地是阿塞拜疆的低地，位於該國中部裡海西岸，處於庫拉河和阿拉斯河的河谷，長約250公里、寬約150公里，是鹹海-裡海盆地的一部分。